# 沈阳工学院
沈阳工学院，简称沈工院，是一所位于中华人民共和国辽宁省抚顺市的民办高等院校。

## 历史沿革[5][6]
1999年7月，沈阳工业学院国有民营分院成立。
2004年3月，教育部批准沈阳工业学院应用技术学院成立。
2004年11月，沈阳工业学院更名为沈阳理工大学，学校同时更名为沈阳理工大学应用技术学院。
2013年，学校联合沈阳农业大学科学技术学院，转设为沈阳工学院。